# Sagres
Sagres es una freguesia portuguesa del concelho de Vila do Bispo, con 34,28 km² de superficie y 1.909 habitantes (2011). Su densidad de población es de 56,6 hab/km². Es famosa por haber vivido allí, de 1457 a 1460, el infante Don Enrique el Navegante, lo cual dio lugar posteriormente al mito histórico de la denominada Escuela de Sagres, supuesto centro de estudio de navegación y astronomía de cuya existencia, sin embargo, dudan muchos historiadores.

## Lugares de interés
- Fortaleza de Sagres
- Faro de Sagres
- Cabo de San Vicente, extremo sudoccidental de la península ibérica.

## Galería

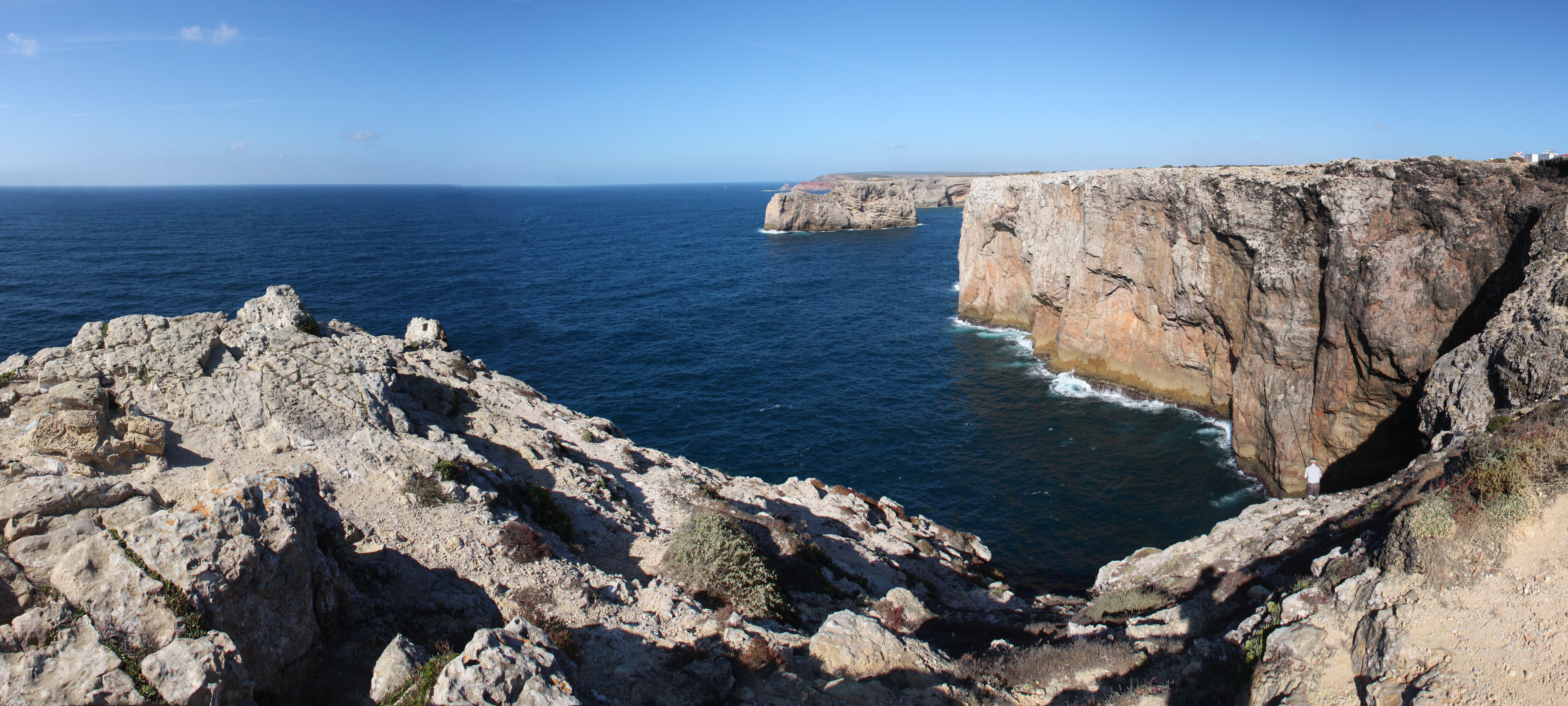
Cabo de San Vicente.
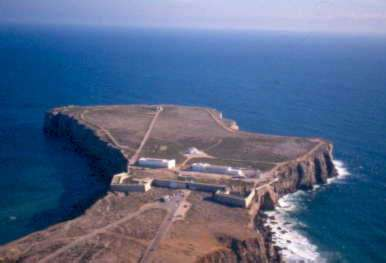
Punta de Sagres, antiguo "Promontorium Sacrum" romano dedicado al dios Saturno.
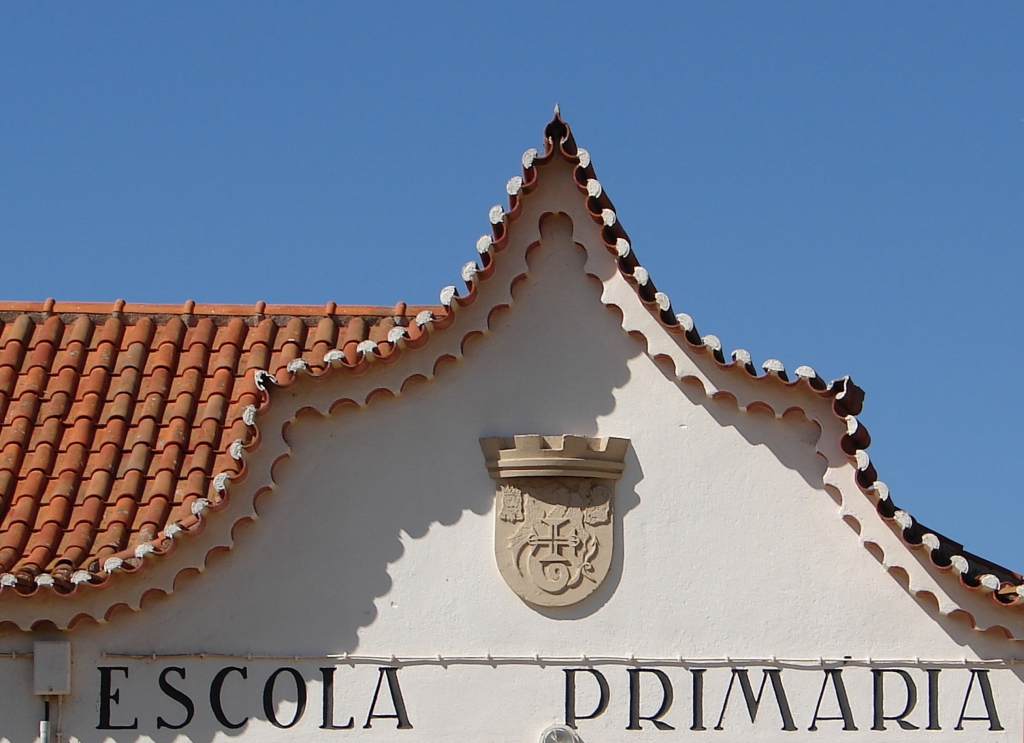
Escuela Primaria de Sagres